# 帕克斯代爾 (加利福尼亞州)
帕克斯代爾（英語：Parksdale）是位於美國加利福尼亞州馬德拉縣的一個人口普查指定地區。

## 地理
帕克斯代爾的座標為36°56′50″N 120°01′23″W / 36.94722°N 120.02306°W，而該地最高點為海拔高度85米（即279英尺）。

## 人口
根據2010年美國人口普查的數據，帕克斯代爾的面積為4.691平方千米，均為陸地。當地共有人口2621人，而人口密度為每平方千米558人。